# Zacharias Kunuk
Zacharias Kunuk OC (27 de novembro de 1957) é um produtor e diretor Inuíte canadense conhecido principalmente pelo seu filme Atanarjuat: The Fast Runner, o primeiro longa-metragem dramático canadense produzido inteiramente em Inuktitut. Ele é presidente e co-fundador da Igloolik Isuma Productions, a primeira produtora independente Inuíte do Canadá, junto com Paul Qulitalik, Paul Apak Angilirq, e o único não-Inuite da equipe, o novaiorquino Norman Cohn.

## Vida
Zacharias Kunuk nasceu em Kapuivik na Ilha Baffin no Canadá. Em 1966 ele frequentou a escola em Igloolik. Ali ele esculpiu e vendeu esculturas em pedra-sabão para financiar admissões de filmes. Conforme suas habilidades melhoraram, ele pôde comprar câmeras e fotografar cenas de caça dos Inuítes. Quando ele ouviu falar em câmeras de vídeo, em 1981, ele comprou uma câmera e o equipamento básico para tornar-se apto a aprender por conta própria como criar seus próprios filmes.

## Carreira
O seu segundo filme, The Journals of Knud Rasmussen, é uma co-produção com a Dinamarca na qual ele é co-roteirista e co-diretor com Norman Cohn. Foi lançado em 7 de setembro de 2006, como filme de abertura do Festival Internacional de Cinema de Toronto.
Em 2002, Kunuk tornou-se membro da Ordem do Canadá.
Ele é filho de Enoki Kunuk, um caçador que se perdeu por 27 dias em junho de 2007 na tundra ártica.
Kunuk é co-fundador da Inuit Knowledge e Climate Change Project, junto com Mauro da Universidade de Victoria de Estudos Ambientais. O objetivo do projeto é coletar informações dos anciões inuites para um filme sobre a perspectiva Inuíte acerca da mudança climática na Cultura Inuíte e no meio ambiente. O projeto enviou um víedo para as Nações Unidas para a Conferência das Nações Unidas sobre as Mudanças Climáticas de 2009 que foi apresentada no Museu Nacional de Arte da Dinamarca.
Desde abril de 2011, Kunuk tem desenvolvido um projeto com o cineasta Cree Neil Diamond sobre o conflito entre os Cree e os Inuítes no século XVIII, com duração de quase um século.

## Filmografia
Longa metragens e televisão:<
- Nunavut: Our Land (1995) Diretor e roteirista da série televisiva
- Atanarjuat: The Fast Runner (2001) Diretor, produtor, roteirista e editor
- Kunuk Family Reunion (2004) Diretor e produtor do documentário televisivo
- Weird Sex and Snowshoes: A Trek Through Canadian Cinematic Psyche (2004) Apareceu no documentário televisivo
- The Journals of Knud Rasmussen (2006) Diretor, produtor e diretor de arte
- Before Tomorrow (2008) Produtor executivo
- Tungijuq (2009) Produtor executivo do curta-metragem
- Home (2011) Diretor e roteirista do curta-metragem
- National Parks Project (2011) Diretor do documentário
- Searchers (2016)

## Prêmios
| Ano  | Prêmio | Resultado | Recipiente                                                                             |
| ---- | --- | --------- | -------------------------------------------------------------------------------------- |
| 2001 | Cannes Film Festival: Golden Camera                                                                              | Ganhou    | Atanarjuat: The Fast Runner                                                            |
| 2001 | Edinburgh International Film Festival: New Directors Award                                                       | Ganhou    | Atanarjuat: The Fast Runner (Tied with L.I.E.)                                         |
| 2001 | Ghent International Film Festival: FIPRESCI Prize-Special Mention-Grand Prix                                     | Ganhou    | Atanarjuat: The Fast Runner                                                            |
| 2001 | Hawaii International Film Festival: Special Mention Best Feature Film, Best Feature Film                         | Nominado  | Atanarjuat: The Fast Runner                                                            |
| 2001 | Santa Fe Film Festival: Luminaria-Best Feature                                                                   | Ganhou    | Atanarjuat: The Fast Runner                                                            |
| 2001 | Toronto International Film Festival: Best Canadian Feature Film                                                  | Ganhou    | Atanarjuat: The Fast Runner                                                            |
| 2001 | Cinemanila International Film Festival: Lino Brocka Award                                                        | Ganhou    | Atanarjuat: The Fast Runner (Tied with What Time Is It Over There?)                    |
| 2002 | Genie Awards: Claude Jutra Award-Best Achievement in Direction, Best Achievement in Editing, Best Motion Picture | Ganhou    | Atanarjuat: The Fast Runner (Shared with Norman Cohn, Paul Apak Angilirq, Germain Wong |
| 2002 | Newport International Film Festival: Audience Award-Best Feature                                                 | Ganhou    | Atanarjuat: The Fast Runner                                                            |
| 2002 | San Diego International Film Festival: Festival Award-Best Feature Film                                          | Ganhou    | Atanarjuat: The Fast Runner                                                            |
| 2002 | Toronto Film Critics Association Awards: TFCA Award-Best First Feature                                           | Ganhou    | Atanarjuat: The Fast Runner                                                            |
| 2003 | Chicago Film Critics Association Awards: CFCA Award - Most Promising Director                                    | Nominado  | Atanarjuat: The Fast Runner                                                            |
| 2003 | Independent Spirit Awards: Independent Spirit Award-Best Foreign Film                                            | Nominado  | Atanarjuat: The Fast Runner                                                            |